# FreeMove
FreeMove es una alianza de varios operadores móviles europeos, establecida para proporcionar una mejor integración de servicios entre los clientes de los operadores que acceden en roaming a las redes de otros operadores, así como para proporcionar servicios corporativos a empresas con presencia en varios países. Creada originalmente para hacer frente a Vodafone en Europa, tiene también como competidor a Telefónica y a Starmap (Vodafone no es una alianza, sino una empresa multinacional con operaciones en casi todos los mercados nacionales europeos, que proporciona similares beneficios a sus clientes debido a su presencia en múltiples países no sólo en Europa). La alianza fue establecida a mediados de 2003 e hizo pública su marca en marzo de 2004.
La idea de las alianzas entre operadores móviles viene del sector de las líneas aéreas, en donde alianzas como oneworld o Star Alliance existen desde los años noventa del siglo pasado.
En la actualidad, FreeMove agrupa a Orange (empresa de telefonía móvil de France Télécom), TIM (la rama de telefonía móvil de Telecom Italia, recientemente reabsorbida por su matriz), T-Mobile (la marca de telefonía móvil de Deutsche Telekom) y Telia Company. Estas compañías tienen presencia en Alemania, Austria, Bélgica, Brasil, Bolivia, Dinamarca, Eslovaquia, España, Finlandia, Francia, Hungría, Italia, Liechtenstein, Lituania, México, Noruega, Países Bajos, Reino Unido, República Checa, República Dominicana, Rumanía, Suecia, Suiza, Turquía y Estados Unidos, sin que exista un solape excesivo entre los diferentes operadores en países concretos (el caso del Reino Unido y Holanda con Orange y T-Mobile).